# Redhibición
Redhibición es la acción por la que un comprador tiene el derecho de pedir la nulidad de una venta y obligar al vendedor a que vuelva a quedarse con el objeto, si este tiene un vicio redhibitorio. Así, por ejemplo, cuando un animal tiene un vicio oculto puede pedirse la nulidad del contrato. 
Todo vendedor está obligado a la evicción y saneamiento de la cosa que vende y el derecho que el comprador tiene cuando hay falta en cualquiera de estas dos condiciones, es lo que se llama garantía y a las enfermedades o vicios de que el vendedor debe salir garante, vicios o enfermedades redhibitorias; esto es, que dan lugar a la rescisión del contrato o redhibición de la cosa vendida. En el comercio de los animales están muy expuestos los compradores a verse engañados, ya por ignorancia, ya por mala fe de los vendedores, pues el animal que aparenta el mejor estado de salud y la mejor disposición para el trabajo, suele adolecer de resabios, vicios y aun enfermedades, que le inutilizan para el ejercicio a que se le quiere destinar o bien hay riesgo de que muera, por el vicio o dolencia, antes de la época regular, impidiendo prestar debidamente el servicio. Defectos o dolencias que, conocidos, hubieran hecho no comprar al animal o de hacerlo, haber pagado menos por él. Como estos resabios, vicios o enfermedades pueden ocultarse a los ojos más expertos por la mala fe del vendedor, el cual, por lo general, conoce los vicios de su animal, da origen a mil altercados y litigios y para evitarlos en cuanto sea posible, las leyes casi siempre y en todas partes han impuesto al vendedor algunas condiciones que afiancen al comprador en la pacífica posesión de la cosa vendida prescribiendo al mismo tiempo que ésta ha de carecer de vicios ocultos. Cuando el comprador se vea engañado en cualquiera de las dos cosas puede hacer rescindir el trato y reclamar las indemnizaciones equivalentes a las pérdidas que ha sufrido en consecuencia de dicha compra.